# Journaliste reporter d'images
Le journaliste reporter d'images (JRI) est un journaliste de télévision ou d'agences d'images vidéo.
Son travail consiste à se déplacer sur le lieu de l'événement ou d'un entretien, tourner les images et éventuellement à écrire le commentaire d'un reportage voire d'en réaliser le montage, que ce soit pour un journal télévisé ou pour un magazine de reportages.
Bien que polyvalent, le JRI ne travaille pas forcément seul. Il peut être accompagné d'un journaliste rédacteur parfois aussi d'un preneur de son. Cependant, du fait du développement du nombre de chaînes de télévision et de la puissance des outils numériques, certains JRI assurent souvent la fabrication complète du sujet. Ainsi, en partant seul en reportage, il est aussi chargé de la prise de son et du montage.
La France est un des rares pays qui reconnaissent cette spécialité journalistique, car dans les autres pays il s'agit de cadreurs (cameramen), de producteurs, etc.

## Description
Généralement, le JRI travaille dans les rédactions des journaux télévisés (les JT). Il y exerce son métier avec des compétences différentes en fonction du budget et de la chaîne. Sur les trois grandes chaînes françaises, TF1, France 2 et France 3, le JRI est chargé de la prise de vues et parfois du commentaire de son reportage.
Sur les chaînes privées ayant une autre politique rédactionnelle, financière, le JRI est aussi amené à réaliser lui-même la prise de son, le montage, la diffusion depuis un car satellite (DSNG) ou un appareil d'envoi par 3G/4G (Aviwest, LiveU…), un ordinateur, une autre régie d'une chaîne extérieure et parfois (mais plus rarement) la présentation sur le plateau du JT de son reportage.
Le JRI travaille aussi dans des agences de presse audiovisuelle. Certaines de ces entreprises ont plus de vingt ans d'existence : CAPA, Galaxie presse, Sunset, Tony Comiti Productions. D'autres sont plus récentes comme : Camicas, TSVP. Ces agences travaillent sur des formats longs, souvent de 26 à 90 minutes, pour des émissions telles que Des racines et des ailes, Envoyé spécial ou Zone interdite, en collaboration avec les rédactions internes des chaînes.
Le JRI possède le statut de journaliste, comme son nom l'indique et il est titulaire de la carte de presse et n'a pas comme son confrère rédacteur une carte de stagiaire pendant un an du fait de sa formation spécialisée dans la captation de l'image et du son.
En 1984, avec l'arrivée des premières solutions d'enregistrements vidéo autonome (Camescope), le terme de JRI a remplacé celui de reporter cadreur. Une décision ministérielle avait décidé de supprimer tout anglicisme dans les définitions des professions[réf. souhaitée].
Avant cela, du fait que le matériel de reportage était bien plus encombrant et lourd, les équipes étaient composées d'un journaliste, d'un cadreur, d'un preneur de son, et d'un éclairagiste, qui faisait également office d'assistant et chauffeur. Le preneur de son portait le magnétoscope, encore relié par un câble à la caméra de reportage, l'éclairagiste était nécessaire pour les interviews du fait que les caméras étaient bien moins sensibles à la lumière et nécessitaient obligatoirement qu'un minimum d'éclairage d'appoint soit utilisé.
Avant la caméra vidéo et son enregistreur portable (format U-Matic, BVU), les images étaient captées par une équipe cinéma, la caméra utilisant des pellicules 16mm, super 16mm, ou 35mm, le son était enregistré sur un Nagra synchronisé à l'image. L'équipe de reportage était toujours composée d'un journaliste, d'un cadreur (Opérateur de prises de vue, caméraman), et d'un assistant, chauffeur, éclairagiste.
En France, il existe une association représentant les JRI : La compagnie du filament, qui vise à favoriser la reconnaissance de leur savoir-faire. Les journalistes reporteurs d'images peuvent comme leurs confrères rédacteurs devenir grands reporters, rédacteurs en chef adjoint, rédacteurs en chef, chefs d'édition, responsables d'édition ou chefs du planning des JRI, selon les chaînes. Ils sont aussi représentés dans les différents syndicats professionnels et pour certains appartiennent en plus à des associations de journalistes spécialisés : association des journalistes sportifs français, européens, du patrimoine, scientifiques, de la Défense nationale, Reporters sans frontières, etc.

## Formation
Le JRI est un journaliste spécialisé dans l'image, sa formation initiale est la même que celle d'un rédacteur. Sa formation passe par des écoles de journalismes reconnues qui délivrent un master de journalisme et un diplôme universitaire supplémentaire pour le JRI. La durée des études est d'un minimum de deux ans dans ces écoles pour les rédacteurs et d'une année supplémentaire pour les JRI. Pour accéder à ces formations il faut être titulaire du baccalauréat, du concours d'entrée spécifique à ces écoles. Le niveau à la sortie va de bac +3 à bac +6 voire +7 pour certains candidats.
La formation peut être approfondie par un Doctorat en Information. Une Valorisation des Acquis de l'Expérience (VAE) peut permettre à ceux qui n'ont pas fait d'école de journalisme (ils sont de plus en plus rares)[réf. nécessaire] de valider leur expérience professionnelle par validation de leur dossier par une université en répondant à certains critères demandés dans le dossier d'inscription. Ils passent devant une commission universitaire avec des représentants de leur profession et d'autres personnalités de la société civile. Sa rémunération dépend de son statut, de l'organisme de presse ou de la chaîne (locale, régionale, nationale, privée ou public) où il est employé : pigiste, CDD, au cachet, CDI.